# Domnall Ruad mac Cormaic Finn
Domall Ruad mac Cormaic Finn Mac Carthaig Mór   (mort en 1302) membre de la dynastie Mac Carthaigh Mór roi de Desmond de 1262 à sa mort.

## Règne
Domall Ruad mac Cormaic Finn  est le fils aîné de Cormac Finn mac Domnaill. Lors de sa mort il est qualifié de « roi  »par les Annales de Connacht . Il a de longs et fâcheux démêlés avec son cousin-germain Fíngen mac Domnaill Guit Mac Carthaig, contre lequel, en 1260, il fournit des secours à William de Dene, Lord Justiciar d'Irlande (1260-1261) et à la Famille FitzGerald. 
Après la mort de Fingin,  Domnal Ruad doit entre 1281 et 1285  soumettre ses opposants menés par son homonyme Domnal Máel Cairprech (vers 1280-1310) des Mac Carthaigh Riabhach de Carbery. il s'appuie pour ce faire sur les anglo-normands. La haine implacable des Mac Carthaig contre les ces derniers unit bientôt de nouveau les diverses lignées du clan autour de lui et il est reconnu pour chef, d'un commun accord. Les Mac Carthaig s'emparent ensuite de plusieurs châteaux occupés par les Anglais, et les chassent de quelques-uns de leurs établissements. Les exploits de Domnall lui valent une grande renommée parmi les historiens irlandais, qui le représentent comme un prince accompli. Il meurt, à un âge avancé en 1302, dans de grands sentiments de piété, et après avoir fait pénitence. Il est inhumé au centre du chœur de la maison des franciscains de Corcach  .

## Postérité
Domnall Ruad mac Cormaic Finn est le fondateur de la lignée des Mac Carthaigh Mór rois puis princes de Desmond et comtes de Clancare jusqu'en 1640. Il avait épousé Marguerite FitzMaurice, fille de Nicolas FitzMaurice, 3e seigneur de Kerry, et de Slanna Uí Brien et en quatre fils:
- Domnall Óc mac Domnaill Ruaid roi de Desmond de 1302 à 1306
- Diarmait Ruad  fl. 1317
- Carthach  (mort en 1308)
- Seón Ruad (mort en 1308)

## Source
- Anthony Stokvis, préf. H. F. Wijnman, Manuel d'histoire, de généalogie et de chronologie de tous les états du globe, depuis les temps les plus reculés jusqu'à nos jours, Leyde, éditions Brill, 1889 réédition 1966, Volume II  Chapitre  II.Monomie [Munha, Munster], § 3 Des-Munha [Desmond] p. 259 :  Généalogie des rois de Desmond . Tableau généalogique Tableau n° 24 p. 263.
  - (en) T.W Moody, F.X. Martin et F.J. Byrne, A New History of Ireland IX Maps, Genealogies, Lists. A companion to Irish History part II, Oxford, Oxford University Press, 2011, 690 p. (ISBN 978-0-19-959306-4).